# 칸바 미치코

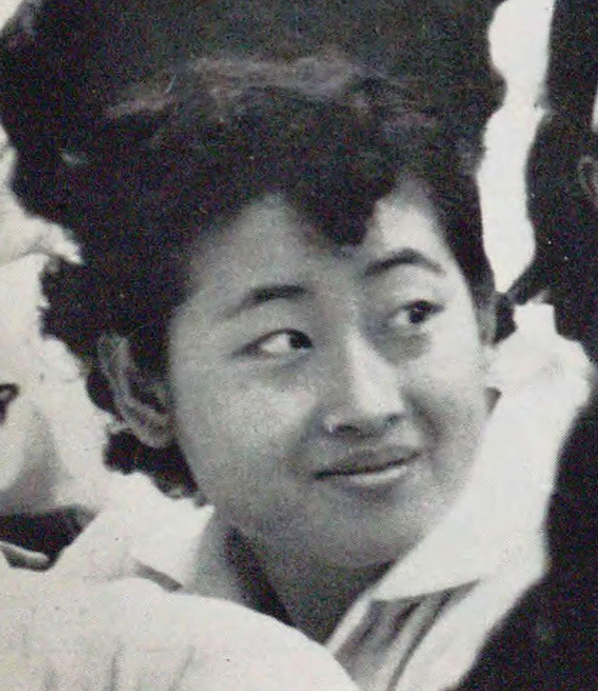

칸바 미치코(일본어: 樺 美智子, 1937년 11월 8일-1960년 6월 15일)는 일본의 운동권 학생이다. 도쿄대학 재학 중 안보투쟁 때 사망했다. 수학자 카바 세이토의 증손녀이며 사회학자 칸바 토시오의 딸이다.
도쿄도 키타타마군 무사시노정(현 무사시노시) 출생. 위로 오빠가 두 명 있었다. 중학교 때 부친이 고베대학에 부임하면서 효고현 아시야시로 이사했다.
아시야시 리츠야마테중학교, 효고현립 고베고등학교를 졸업 후 재수하여 도쿄의 연수학관에 다녔는데 수업에 만족하지 못해 6월 코로외국어예비교로 옮겼다가 2학기부터 슨다이예비학교로 옮겼다. 1957년 도쿄대학 문과2류(현 문과3류)에 입학, 역사학자 나가사키 노부코 등이 동기였다.
1957년 11월 생일 날 일본공산당에 입당했다. 이후 제1차 공산주의자동맹(제1차 분트) 서기국원으로서 60년 안보에 참여했다. 76명이 검거된 1960년 1월 26일 하네다공항 점거사건 때 도쿄대 문학부 자치회 부위원장 자격으로 참여했다가 검거, 구치소에 들어갔지만 불기소 처분되었다.
동년 6월 15일 시위 때 주류파전학련이 중의원 남통용문을 통해 국회 돌입을 시도하여 경찰과 충돌했을 때 사망했다. 향년 22세. 사망 당일 크림색 가디건에 흰색 블라우스, 짙은 갈색 바지 차림이었다.